# Patricia Ceysens
 (mars 2020).
Si vous disposez d'ouvrages ou d'articles de référence ou si vous connaissez des sites web de qualité traitant du thème abordé ici, merci de compléter l'article en donnant les références utiles à sa vérifiabilité et en les liant à la section « Notes et références ».
Patricia Jacqueline Hubert Maria Ceysens femme politique belge (membre du parti Open VLD), née à Maaseik le 5 juin 1965 et chef du groupe parlementaire VLD.

## Biographie
Après des études de droit à la faculté universitaire de Notre-Dame de la Paix à Namur, Patricia Ceysens passe une licence de droits à l'Université catholique de Louvain. Elle détient une agrégation de l'université de Louvain et est aussi diplômée en marketing.
Ceysens est avocate à Louvain de 1988 à 1999, rédactrice et plus tard rédactrice en chef du magazine Vlaams Jurist Vandaag de 1989 à 1998 et assistante à l'institut de l'Université Catholique de Louvain pour le droit aux personnes et familles de 1989 à 1991.
Elle est conseillère municipale de Louvain depuis 1995, membre du conseil de la Province Brabant flamand en 1995, membre du parlement flamand de 1995 à 2003 et à nouveau depuis 2004. Enfin Patrica Ceysen est ministre flamande de l'économie et de la politique étrangère de 2003 à 2004 et de l’Économie, de l’Entreprise, des Sciences, de l’Innovation et du Commerce extérieur de 2007 à 2009. 
Réélue en 2009 comme députée flamande jusque 2014, mais son parti ne participe pas au gouvernement suivant.

## Décoration
- Grand officier de l'ordre de Léopold (2019)[1].